# Obrowo (powiat tucholski)
Obrowo (niem. Abrau) – wieś w Polsce położona w województwie kujawsko-pomorskim, w powiecie tucholskim, w gminie Kęsowo.
W tej miejscowości urodził się biskup chełmiński Augustyn Rosentreter (1844–1926). W latach 1975–1998 miejscowość należała administracyjnie do województwa bydgoskiego. Według Narodowego Spisu Powszechnego (III 2011 r.) liczyła 144 mieszkańców. Jest dziesiątą co do wielkości miejscowością gminy Kęsowo.

## Historia
Miejscowość kosznajderska. Obrowo było ściśle związane z Sławęcinem, bo z lustracji z 1570 roku wynika, że przy Sławęcinie znajduje się pusta dziedzina Mały Obraw. W tym czasie była niezamieszkana, ale użytkowali ją gburzy (kmiecie)z Sławęcina. Na początku XVII wieku dzierżawca starostwa Tucholskiego, Samuel Żaliński, założył na terenie Obrowa folwark, w którym pańszczyznę odrabiali gburzy z Sławęcina. W 1749 roku folwark zlikwidowano, a z tych gruntów wyodrębniono pięć 3-włókowych gospodarstw gburskich, którzy płacili czynsz starostwu. W 1772 Obrowo liczyło 63 mieszkańców, wszyscy byli katolikami.
Około 1,5 km na południowy wschód od wsi, na rozległej kępie wśród łąk nieopodal Jeziora Zamkowego zachowane wczesnośredniowieczne grodzisko nizinne o kształcie nieregularnego owalu, obwiedzione pierścieniowatym wałem. Upadek grodu, wchodzącego w skład plemiennej południowej rubieży pomorskiej, nastąpił pod koniec X w.